# 비헴 철 단백질
비헴 철 단백질(영어: non-heme iron protein)은 생화학에서 활성 부위의 철을 활용하지만 헴 보조 인자가 없는 단백질 계열을 지칭한다. 효소를 포함한 철-황 단백질은 이 정의에 포함되지 않는다.

## 예
다음과 같이 일부 비헴 철 단백질은 활성 부위에 하나의 Fe를 포함하고 다른 단백질은 Fe 중심 쌍을 갖는다.
- 많은 일철 단백질은 α-케토글루타르산 의존성 하이드록실화효소이다. 대표적인 예로는 지질산소화효소, 아이소페니실린 N 생성효소, 프로토카테츄산 3,4-이산소화효소, 디아세톡시세팔로스포린-C 생성효소[1] 및 비오프테린-의존성 방향족 아미노산 하이드록실화효소가 있다.[2]

|  |

- 주요 이철 효소에는 헤메리트린, 일부 리보뉴클레오타이드 환원효소,[3] 일부 메테인 일산소화효소, 자색산 인산가수분해효소 및 페리틴이 포함된다.[4][5]

|  |

## 같이 보기
- 철 결합 단백질
- 헴단백질
- 헴